# Свами Нараянананда
Свами Нараянананда (Свами Нараинанда) (12 април 1902 г. – 26 февруари 1988 г.) е учител по философия на Веданта и религия.

## Житейски път и дейност
Той е роден в Конгана, Б. Шетигери, село в Корг. От ранна възраст той практикува редовна медитация. След като завършва обучението си, той се отказва от света през 1929 г. и се присъединява към мисията на Рамакришна. След няколко години той заминава за Хималаите и практикува интензивна медитация. През 1933 г. той достига върховното състояние, наречено нирвикалпа самадхи (свръхсъзнателно състояние или нирвана). След това той остава в уединение в продължение на много години, изучавайки функциите на ума и пишейки книги. Особено след разделянето на Индия през 1947 г. и виждайки зверствата там, сърцето му се „разтопи като че ли“ и той написа още няколко книги.
Книгите се издават бавно и се разпространяват и в западните страни. Той започна да приема ученици. По-специално в Дания той има много ученици. През 1971 г. той отива за първи път в Дания и продължава да посещава тази страна всяка година в продължение на 5 – 7 месеца до 1987 г. Ашрам (манастир) е създаден в Гилинг, Дания (Ютландия, близо до Орхус), който е основният център днес. Ашрами са създадени и в Индия, Швеция, Германия, Норвегия и САЩ. Книгите са отпечатани и публикувани първо в Ришикеш, Индия, а по-късно са отпечатани и публикувани в Narayana Press, Gylling, Дания. Произведенията на Свами Нараянананда (или част от тях) са преведени на много езици, особено на датски и немски. Някои от тях са преведени на тамилски чрез неговите ученици Свами Нитянанда и покойния Свами Садананда.
Свами Нараянананда почива в Майсур, Индия, на 85-годишна възраст.

## Учение
Свами Нараянананда нарича своите учения „Универсалната религия“, намеквайки, че те се занимават с Истината, независимо от каста, вяра, пол, националност, раса и т.н. Той дава насоки на духовно търсещите. Той подчертава моралния кодекс на поведение като основа за духовно развитие и поставя особен акцент върху сексуалната сублимация, предполагаща брахмачария – безбрачие или (за женени хора и двойки) умереност в сексуалния живот, като средство за поддържане и подобряване на физическото, умственото и духовното здраве. Неговите творби включват между другото следните теми: философия, психология, религия, духовност, йога, медитация и кундалини шакти (първичната сила в човека).